# 프레데리크 쇠렌센
프레데리크 힐레스보그 쇠렌센(덴마크어: Frederik Hillesborg Sørensen, 1992년 4월 14일, 코펜하겐 ~ )는 덴마크의 축구 선수로, 현재 테르나나 칼초에서 뛰고 있다.